# Sport Clube de Canidelo
O Sport Clube de Canidelo é um clube português localizado na freguesia de Canidelo, concelho de Vila Nova de Gaia, distrito do Porto. O clube foi fundado em 1924 e o seu atual presidente é Manuel Ferreirinha. Os seus jogos em casa são disputados no Estádio Manuel Marques Gomes.

## Futebol
A equipa de seniores participa, na Divisão de Honra da Associação de Futebol do Porto.

### Classificações por época
| Época     | Nível | Divisão                      | Classificação | Taça de Portugal |
| --------- | ----- | ---------------------------- | ------------- | ---------------- |
| 2008/2009 | 5     | Divisão de Honra da AF Porto | 13º           | -                |
| 2009/2010 | 5     | Divisão de Honra da AF Porto | 15º           | -                |
| 2010/2011 | 6     | 1ª Divisão da AF Porto       | 1º            | -                |
| 2011/2012 | 5     | Divisão de Honra da AF Porto | 9º            | -                |
| 2012/2013 | 5     | Divisão de Honra da AF Porto | 13º           | -                |
| 2013/2014 | 5     | Divisão de Honra da AF Porto | 6º            | -                |
| 2014/2015 | 5     | Divisão de Honra da AF Porto | 5º            | -                |
| 2015/2016 | 5     | Divisão de Honra da AF Porto | a decorrer    | -                |

Legenda das cores na pirâmide do futebol português
     1º nível (1ª Divisão / 1ª Liga) 
     2º nível (até 1989/90 como 2ª Divisão Nacional, dividido por zonas, em 1990/91 foi criada a 2ª Liga) 
     3º nível (até 1989/90 como 3ª Divisão Nacional, depois de 1989/90 como 2ª Divisão B/Nacional de Seniores/Campeonato de Portugal)
     4º nível (entre 1989/90 e 2012/2013 como 3ª Divisão, entre 1947/48 e 1989/90 e após 2013/14 como 1ª Divisão Distrital) 
     5º nível
     6º nível
     7º nível
Notas:
- em 2013/14 acabou IIIª Divisão e a primeira competição distrital passou a nível 4

## Ligações Externas
- AF Porto